# 杨承和
杨承和（8世纪—835年），中国唐朝宦官。
唐穆宗长庆元年（821年）为右神策军副使。十二月，杨承和在神策副使任上受任充深、冀行营都监押，即深州诸道兵马都监。
唐敬宗宝历二年（826年）十二月，宦官刘克明等弑敬宗，矫诏欲立皇叔绛王李悟，并欲把内侍更换成自己人。时任神策军枢密使的杨承和与同僚王守澄、中尉魏从简、梁守谦定议，与宰相裴度等共迎皇弟江王李涵为帝，率左、右神策六军、飞龙兵讨刘克明，刘克明投井自杀，捞出尸体戮之，并杀绛王。李涵即唐文宗。杨承和等因功加上将军。
大约文宗太和二年（828年），杨承和知枢密，吏部侍郎李宗闵通过驸马都尉沈<立>结托女学士宋若宪与杨承和，得两人数次称赞于御前，遂于次年拜相。
大约七年（833年），前邠宁行军司马郑注依附王守澄而弄权，为文宗所厌恶，被侍御史李款弹劾，王守澄将郑注藏匿于神策右军，杨承和与左军中尉韦元素、同僚王践言都厌恶郑注。左军将李弘楚劝韦元素诱杀郑注，再请罪并声言郑注奸状，届时杨承和、王践言也必会为韦元素辩护，这样韦元素将有功无罪。但郑注前来后却畏缩如鼠，又满口奉承，韦元素反而和郑注相谈甚欢，无视李弘楚暗示，还送给郑注很多金帛。李弘楚怒称韦元素今日不断，他日必遭祸，解军职离去，不久疽发背卒。
九年（835年），郑注守太仆卿兼御史大夫，与翰林侍讲学士李训都得宠，六月，时任中书侍郎、同平章事的李宗闵被郑注诋毁，被贬为明州刺史，不久再贬处州长史。而杨承和、韦元素、王践言都与王守澄因争权而不和，同月，李训、郑注因而出他们为藩镇监军，以杨承和监西川军。七月，李宗闵昔日请托宋若宪、杨承和得以拜相之事也被郑注揭发，再贬潮州司户，沈<立>、宋若宪及其姻党等也被牵连。八月，文宗又下诏称杨承和庇护被诬谋反的前宰相宋申锡，下令安置杨承和于驩州，令西川军用囚车押送之。韦元素、王践言也获罪受到类似处置。不久，文宗遣使追赐杨承和、韦元素、王践言死。杨承和死于公安。
开成元年（836年），文宗下诏称杨承和、韦元素、王践言系被诬陷而死，追复官爵，允许归葬。

## 轶闻
《牛羊日历》载：牛僧孺岳父辛秘为科考官时，杨承和科举及第，虽被中书省驳回，仍感激辛秘。后来杨承和做了宦官，唐宪宗元和年间，辛秘作为礼官在宣政殿习礼，遇到杨承和，杨承和问：“座主还记得门生吗？”辛秘认出他，说：“老夫没忘。老夫有个女婿还得仰仗您。”于是杨承和对宪宗推荐牛僧孺，且称之为牛郎。
黄楼《神策军与中晚唐宦官政治》指牛僧孺为辛秘撰写的神道碑没有提及辛秘曾当科举主考官，且中书省复查举子的制度早已废止，穆宗长庆元年科考案后才复行，元和年间不可能有科举及第者被中书省驳回的情况，故认为虽然杨承和尤精文墨，文辞、书法皆不在进士之下，其曾为举子及得到牛僧孺、李宗闵等的依附不无可能，但牛僧孺通过辛秘勾结他的故事系李党伪造。

## 作品
《邠国公功德铭》，铭主梁守谦。当时杨承和官爵为“右神策军护军中尉副使，兼右街功德副使云麾将军，右监门卫将军员外置同正员，上柱国弘农郡开国侯，食邑一千五百户”。